# Ambasada Malezji w Polsce
Ambasada Malezji w Polsce (malajski Kedutaan Besar Malaysia di Poland) – malezyjska placówka dyplomatyczna znajdująca się w Warszawie przy ul. Chmielnej 73.
Ambasador Malezji w Warszawie akredytowany jest również na Litwie.

## Podział organizacyjny
W skład przedstawicielstwa wchodzi:

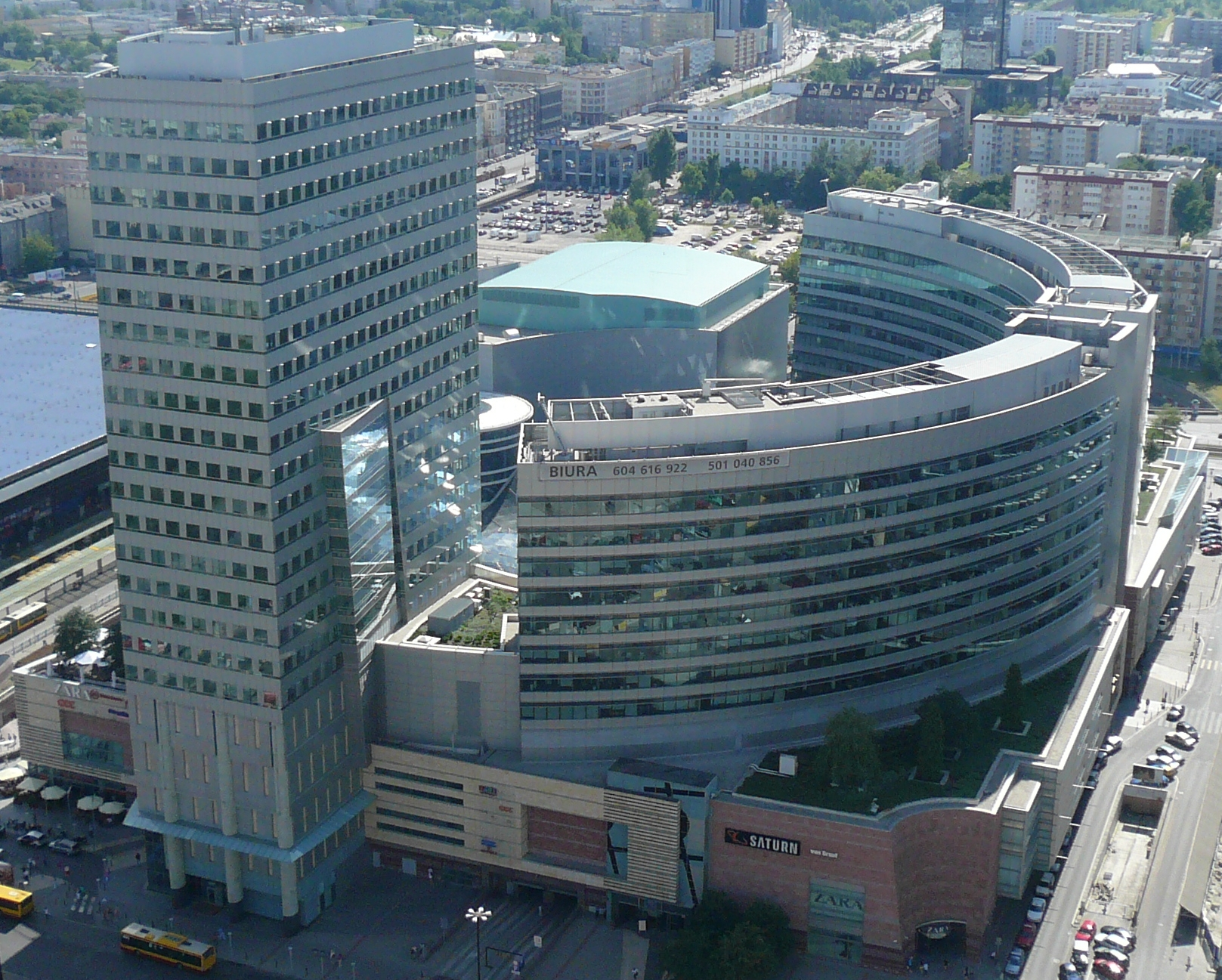
Kompleks Złote Tarasy, w którym mieści się przedstawicielstwo Matrade

- Wydział Handlowy Ambasady – przedstawicielstwo Matrade, Złote Tarasy Tower, ul. Złota 59

## Siedziba

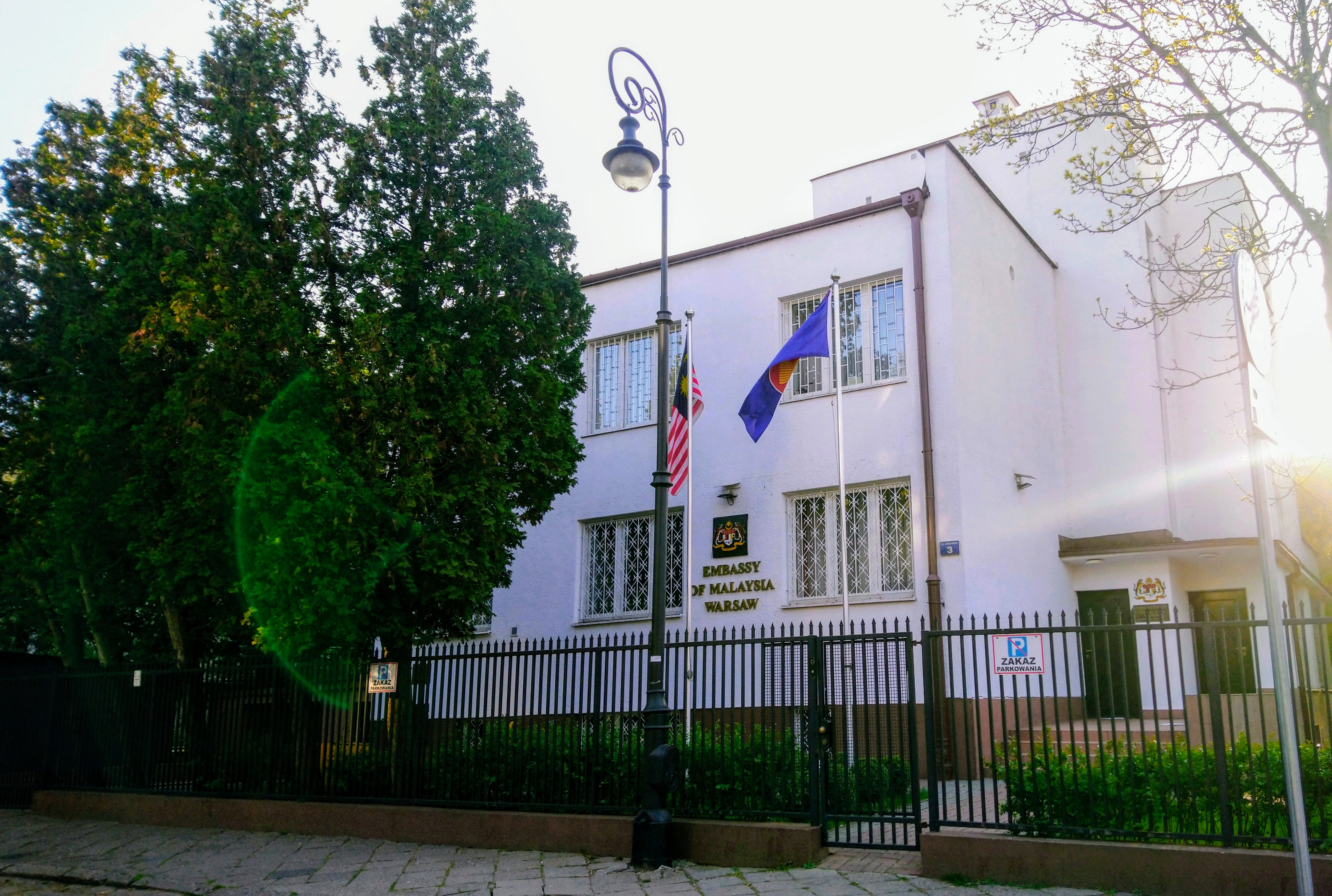
b. siedziba Ambasady Malezji w Warszawie przy ul. Gruzińskiej (1985-2021)

Stosunki dyplomatyczne pomiędzy Polską i Malezją nawiązano w 1971. W 1978 ambasada Malezji w Warszawie rozpoczęła pracę na XV piętrze w hotelu Forum. Następnie mieściła się przy ul. Rejtana 15 (1978-1981). W 1985 przeniesiono ją na ul. Gruzińską 3, w 2021 na ul. Chmielną 73.